# Sinularia variabilis
Sinularia variabilis is een zachte koraalsoort uit de familie Alcyoniidae. De koraalsoort komt uit het geslacht Sinularia. Sinularia variabilis werd in 1945 voor het eerst wetenschappelijk beschreven door Tixier-Durivault. 